# Is'hak Pasha
Is'hak Pasha var en osmansk storvesir. Han var enligt osmanska källor storvesir två gånger: första gången 1469-1472 och andra gången 1481-1482. Enligt bysantinska källor var han storvesir tre gånger: första gången 1452-1453.